# Piper pseudoeucalyptifolium
Piper pseudoeucalyptifolium är en pepparväxtart som beskrevs av Trel. & Yunck.. Piper pseudoeucalyptifolium ingår i släktet Piper och familjen pepparväxter. Inga underarter finns listade i Catalogue of Life.